# Austrosteenisia glabristyla
Austrosteenisia glabristyla är en ärtväxtart som beskrevs av L.W. Jessup. Austrosteenisia glabristyla ingår i släktet Austrosteenisia och familjen ärtväxter. Inga underarter finns listade i Catalogue of Life.